# Indoscelimena flavopicta
Indoscelimena flavopicta är en insektsart som först beskrevs av Bolívar, I. 1909.  Indoscelimena flavopicta ingår i släktet Indoscelimena och familjen torngräshoppor. Inga underarter finns listade i Catalogue of Life.